# اوسینو سیسه
اوسینو سیسه (انگلیسی: Ousseynou Cissé؛ زادهٔ ۷ آوریل ۱۹۹۱) بازیکن فوتبال اهل فرانسه است.
از باشگاه‌هایی که در آن بازی کرده‌است می‌توان به باشگاه ورزشی آمیان، باشگاه فوتبال رایو وایکانو، و باشگاه فوتبال دیژون اشاره کرد.
وی همچنین در تیم ملی فوتبال مالی بازی کرده‌است.